# Hiraga Gennai
Hiraga Gennai (平賀 源内 Hiraga Gennai?) (1729–1779, o Kyōhō 13–An'ei 13) fue un farmacólogo japonés del período Edo, estudiante de estudios occidentales, médico, autor, pintor e inventor de lo que llamó Elekiter (generador electrostático), Kandankei (térmometro) y el Kakanpu (ropa de asbesto). Escribió también el satírico ensayo "Flatulencia".

## Biografía
Nació dentro de una familia - de bajo rango - samurai, su padre fue Shiraishi Mozaemon (Yoshifusa), su madre era del clan Yamashita, y tuvo varios hermanos. Su verdadero nombre fue Kunitomo (国倫?), pero adoptó varios nombres de pluma como Kyūkei (鳩渓?), Fūrai Sanjin (風来山人?) y Fukuchi Kigai (福内鬼外?). Aunque es más conocido como Gennai.
Estudió sobre hierbas medicinales en Osaka, con Toda Kyokuzan, antes de 1757. Allí, estudió junto con Tamura Ransui, y escribió varios libros, ya sea de ciencia, como de sátiras. En sus experimentos estudió varios minerales, la temperatura, y trabajó con la electricidad estática. También estudió pintura y cerámica, creando nuevos estilos. 
Interesado en los minerales, trató, sin éxito, incontables veces obtener nuevos minerales aún no conocidos en su tiempo. En una ocasión, frustrado y furioso por su fracaso, asesinó a uno de sus discípulos. Tras este incidente, fue arrestado, falleciendo en prisión en 1779.

## Aparición en ficción
- En el episodio 10 anime Oh! Edo Rocket se revela que el huésped que se retira es "Gennai".

- Gennai hace una paración en el OVA Read or Die, como parte de varios clones de genios de la historia. En esta OVA, Gennai usa su elekiter para atrapar energía y poder destruir con ella a sus objetivos, siendo éste la Casa Blanca y una flota de helicópteros.

- También se hace referencia de él en Mai-HiME.

- En el anime Flint, el detective del tiempo, se realiza un cameo junto con Elekin, realizando grandes robots.

- En el juego de Squaresoft Live-A-Live, hay un mecánico llamado Gennai, quien es el responsable de la creación de trampas en el capítulo de Bakumatsu.

- En el episodio 30 de "Demashita! Powerpuff Girls Z", una persona con el nombre de Hiraga Kennai es el responsable de la creación de la forma primitiva de Chemical Z y el Ōedo Chakichaki Musume. También usa un elekiter para separar el alma de Him del cuerpo.

- En el episodio 9 de la 3.ª temporada de Star Trek: Discovery (Terra Firma parte I), el holograma de una investigadora kelpiana llamada Issa destacada en la nave KSF Khi'eth y varada en el planeta Dannus V, indica que fue contactada por el capitán Robert Weems de la nave de la Federación Unidad de Planetas denominada U.S.S Hiraga Gennai para su rescate.

- Datos: Q968242
- Multimedia: Hiraga Gennai / Q968242